# USS Formoe (DE-509)
USS Formoe (DE-509) là một tàu hộ tống khu trục lớp John C. Butler từng phục vụ cùng Hải quân Hoa Kỳ trong Chiến tranh Thế giới thứ hai. Nó là chiếc tàu chiến duy nhất của Hải quân Hoa Kỳ được đặt cái tên này, theo tên Thượng sĩ kỹ thuật cơ khí Clarence Melvin Formoe (1909–1941), người từng phục vụ cùng Căn cứ Không lực Hải quân Kaneohe trên đảo Oahu, Hawaii và đã tử trận trong vụ Tấn công Trân Châu Cảng vào ngày 7 tháng 12, 1941. Nó đã phục vụ trong suốt Thế chiến II, được cho ngừng hoạt động sau khi xung đột chấm dứt vào năm 1946, rồi được huy động trở lại để tiếp tục phục vụ trong giai đoạn Chiến tranh Lạnh từ năm 1951 đến năm 1957. Con tàu được chuyển cho Bồ Đào Nha và tiếp tục hoạt động như là chiếc NRP Diogo-Cão (F-333) cho đến năm 1968, và cuối cùng bị tháo dỡ vào năm 1970. Formoe được tặng thưởng hai Ngôi sao Chiến trận do thành tích phục vụ trong Thế Chiến II.

## Thiết kế và chế tạo
Lớp John C. Butler được thiết kế nhằm đáp ứng nhu cầu một số lượng lớn nhưng rẻ tiền của một kiểu tàu hộ tống chống tàu ngầm để hộ tống các đoàn tàu vận tải vượt đại dương. Chúng có chiều dài chung 306 foot (93,3 m), mạn tàu rộng 36 foot 10 inch (11,2 m) và mớn nước 13 foot 4 inch (4,1 m), trọng lượng choán nước tiêu chuẩn 1.350 tấn Anh (1.372 t), và lên đến 1.745 tấn Anh (1.773 t) khi đầy tải, với một thủy thủ đoàn bao gồm 14 sĩ quan và 201 thủy thủ. Con tàu được vận hành bởi hai turbine hơi nước hộp số Westinghouse; hơi nước được cung cấp bởi hai nồi hơi "D" Express, tạo ra công suất 12.000 mã lực càng (8.900 kW) và cho phép đạt được tốc độ tối đa 24 hải lý trên giờ (44 km/h; 28 mph). Nó có tầm hoạt động 6.000 hải lý (11.000 km; 6.900 mi) ở tốc độ đường trường 12 hải lý trên giờ (22 km/h; 14 mph).
Dàn vũ khí chính bao gồm hai tháp pháo 5-inch/38 caliber đa dụng nòng đơn, được dẫn đường bởi hệ thống điều khiển hỏa lực Mark 51; vũ khí phòng không gồm hai khẩu đội Bofors 40 mm L/60 nòng đôi và mười khẩu Oerlikon 20 mm nòng đơn cũng được dẫn đường bởi hệ thống Mark 51. Ngoài ba ống phóng ngư lôi 21 inch (533 mm), vũ khí chống ngầm bao gồm hai đường ray thả mìn sâu, tám máy phóng mìn sâu K-gun cùng một dàn súng cối chống ngầm Hedgehog. Con tàu được trang bị sonar kiểu QC, radar dò tìm mặt biển SL và radar dò tìm không trung SA.
Formoe được đặt lườn tại xưởng tàu của hãng Federal Shipbuilding and Dry Dock Company ở Newark, New Jersey vào ngày 3 tháng 1, 1944. Nó được hạ thủy vào ngày 2 tháng 4, 1944, được đỡ đầu bởi bà A. L. Bolshazy, và được cho nhập biên chế cùng Hải quân Hoa Kỳ vào ngày 5 tháng 10, 1944 dưới quyền chỉ huy của Hạm trưởng, Thiếu tá Hải quân John Curtis Spencer.

## Lịch sử hoạt động

### USSFormoe

#### Thế Chiến II
Sau khi hoàn tất việc chạy thử máy huấn luyện tại khu vực Bermuda và sửa chữa sau chạy thử máy, Formoe chuẩn bị để được điều động sang khu vực Mặt trận Thái Bình Dương. Nó băng qua kênh đào Panama và đi đến đảo Manus thuộc quần đảo Admiralty vào ngày 15 tháng 1, 1945. Con tàu lên đường đi Morotai mười ngày sau đó để tham gia hộ tống một đoàn tàu vận chuyển lực lượng tăng viện tham gia cuộc đổ bộ lên vịnh Lingayen, Philippines. Sau khi đến nơi vào ngày 10 tháng 2, nó tuần tra tại vùng biển lân cận bảo vệ cho các tàu quét mìn hoạt động trong vịnh Baler, cũng như hộ tống tàu bè đi từ Lingayen sang Leyte. Từ ngày 21 đến ngày 30 tháng 3, nó tuần tra ngoài khơi bảo vệ cho cuộc đổ bộ tại đây, rồi quay lại nhiệm vụ hộ tống vận tải tại khu vực quần đảo Philippine.
Rời vịnh Subic vào ngày 18 tháng 4, Formoe đi đến điểm tập trung lực lượng tại Morotai nhằm chuẩn bị cho Chiến dịch Borneo. Nó hộ tống cho lực lượng đổ bộ đi đến ngoài khơi Tarakan vào ngày 1 tháng 5, và trong quá trình trận chiến tại đây từ ngày 3 đến ngày 30 tháng 5, đã phục vụ như soái hạm của Đại tá Hải quân Charles Gray, Tư lệnh Hải quân Tarakan. Con tàu đã đánh trả nhiều đợt không kích và tham gia hỗ trợ hải pháo cho lực lượng tác chiến trên bộ. Sau đó từ ngày 2 tháng 6, nó đảm nhiệm hộ tống cho tàu bè đi lại giữa Leyte, Hollandia, Ulithi, Manila và Okinawa, cho đến khi Nhật Bản chấp nhận đầu hàng vào ngày 15 tháng 8, giúp chấm dứt vĩnh viễn cuộc xung đột.
Tham gia hoạt động cùng lực lượng chiếm đóng, Formoe hộ tống một đoàn tàu vận tải khứ hồi đi sang Okinawa, và sau đó tiếp tục hoạt động tại Viễn Đông, từng ghé đến Hong Kong, Thượng Hải và vịnh Tokyo. Nó quay trở về San Francisco, California vào ngày 20 tháng 1, 1946, và được cho xuất biên chế tại San Diego, California vào ngày 27 tháng 5, 1946, được đưa về Hạm đội Dự bị Thái Bình Dương.

#### 1951 - 1957
Sau khi cuộc Chiến tranh Triều Tiên bùng nổ vào tháng 6, 1950, Formoe được cho tái biên chế trở lại vào ngày 27 tháng 6, 1951. Nó rời San Diego, California vào ngày 5 tháng 10 để chuyển sang vùng bờ Đông, đi đến cảng nhà mới Newport, Rhode Island, nơi con tàu hoạt động huấn luyện tại các vùng biển New England và Caribe. Từ tháng 10 đến tháng 12, nó hoạt động như tàu huấn luyện cho Trường Sonar Hạm đội tại Key West, Florida; và tiếp tục nhịp điệu thường lệ này cho đến khi khởi hành từ Newport vào ngày 13 tháng 9, 1954 để gia nhập trở lại Hạm đội Thái Bình Dương.
Trong hai giai đoạn từ tháng 2 đến tháng 6, 1955 và từ tháng 10, 1955 đến tháng 3, 1956, Formoe được phái sang hoạt động tại khu vực Tây Thái Bình Dương. Nó tham gia các lượt thực tập chống tàu ngầm cũng như phục vụ như tàu căn cứ tại Hong Kong. Con tàu quay trở về San Francisco, California để đại tu và lại được cho xuất biên chế vào ngày 7 tháng 2, 1957. Nó được cho rút tên khỏi danh sách Đăng bạ Hải quân Hoa Kỳ vào ngày 1 tháng 10, 1968.

### NRPDiogo-Cão(F-333)
Formoe chuyển giao cho chính phủ Bồ Đào Nha vào ngày 7 tháng 2, 1957 trong khuôn khổ Chương trình Viện trợ Quân sự. Nó phục vụ cùng Hải quân Bồ Đào Nha như là chiếc NRP Diogo-Cão (F-333) cho đến khi ngừng hoạt động vào ngày 19 tháng 11, 1968. Quyền sở hữu con tàu được Hoa Kỳ chuyển giao cho Bồ Đào Nha vào tháng 12, 1968, và nó bị tháo dỡ vào năm 1970.

## Phần thưởng
Formoe được tặng thưởng hai Ngôi sao Chiến trận do thành tích phục vụ trong Thế Chiến II.
| Bronze star · Bronze star |  |  |
|                           |  |  |

| Huân chương Chiến dịch Hoa Kỳ        | Huân chương Chiến dịch Hoa Kỳ         | Huân chương Chiến dịch Châu Á-Thái Bình Dương với 2 Ngôi sao Chiến trận | Huân chương Chiến dịch Châu Á-Thái Bình Dương với 2 Ngôi sao Chiến trận |
| Huân chương Chiến thắng Thế Chiến II | Huân chương Phục vụ Phòng vệ Quốc gia | Huân chương Phục vụ Phòng vệ Quốc gia                                   | Huân chương Giải phóng Philippine (Philippine)                          |